# Eukene Larrarte
Larrarte  Arteaga est un nom espagnol. Le premier nom de famille, en général paternel, est Larrarte ; le second, en général maternel, souvent omis, est Arteaga.
Eukene Larrarte Arteaga, née le 13 septembre 1998 à Tolosa, est une coureuse cycliste espagnole, spécialiste des épreuves d'endurance sur piste.

## Biographie
Eukene Larrarte pratique initialement le football en tant que gardienne de but au club du Tolosa CF. À ses 18 ans, elle se réoriente vers le cyclisme.
En 2021, pour ses premiers mondiaux, elle termine notamment neuvième de la course à élimination.

## Palmarès sur piste

### Championnats du monde
| Édition / Épreuve | Omnium | Élimination |
| Roubaix 2021      | 12e    | 9e          |

### Coupe des nations
- 2021
  - 3e de l'élimination à Hong Kong

### Championnats d'Europe
| Édition / Épreuve                 | Poursuite individuelle | Poursuite par équipes | Course aux points | Américaine | Scratch | Omnium | Élimination |
| Aigle 2018 (espoirs)              |                        |                       |                   | 10e        |         |        | 8e          |
| Fiorenzuola d'Arda 2020 (espoirs) |                        |                       | 8e                | 7e         | 4e      | 4e     |             |
| Plovdiv 2020                      |                        | 4e                    |                   | 7e         |         | 9e     |             |
| Granges 2021                      | 17e                    |                       |                   | 11e        |         | 14e    | 5e          |
| Munich 2022                       |                        |                       |                   |            |         |        | 12e         |
| Granges 2023                      |                        | 8e                    |                   | 10e        | Argent  | 11e    |             |

### Championnats d'Espagne
- 2016
  -  Championne d'Espagne de poursuite par équipes
- 2017
  -  Championne d'Espagne de course à l'américaine (avec Leire Olaberria)
- 2018
  -  Championne d'Espagne de course à l'américaine (avec Tania Calvo)
- 2019
  -  Championne d'Espagne de course à l'américaine (avec Tania Calvo)
  -  Championne d'Espagne d'omnium
- 2020
  -  Championne d'Espagne de course à l'américaine (avec Tania Calvo)
- 2021
  -  Championne d'Espagne de course à l'américaine (avec Tania Calvo)
  -  Championne d'Espagne d'omnium
  -  Championne d'Espagne de course à élimination
- 2022
  -  Championne d'Espagne de course à élimination
- 2024
  -  Championne d'Espagne du scratch
  -  Championne d'Espagne d'omnium